# Allemond
Allemond és un municipi francès situat al departament de la Isèra i a la regió d'Alvèrnia-Roine-Alps. L'any 2007 tenia 867 habitants.

## Demografia

### Població
El 2007 la població de fet d'Allemond era de 867 persones. Hi havia 397 famílies de les quals 154 eren unipersonals (83 homes vivint sols i 71 dones vivint soles), 102 parelles sense fills, 106 parelles amb fills i 35 famílies monoparentals amb fills.
La població ha evolucionat segons el següent gràfic:
Habitants censats

### Habitatges
El 2007 hi havia 873 habitatges, 403 eren l'habitatge principal de la família, 403 eren segones residències i 68 estaven desocupats. 513 eren cases i 359 eren apartaments. Dels 403 habitatges principals, 260 estaven ocupats pels seus propietaris, 126 estaven llogats i ocupats pels llogaters i 17 estaven cedits a títol gratuït; 19 tenien una cambra, 53 en tenien dues, 88 en tenien tres, 86 en tenien quatre i 158 en tenien cinc o més. 304 habitatges disposaven pel capbaix d'una plaça de pàrquing. A 186 habitatges hi havia un automòbil i a 172 n'hi havia dos o més.

### Piràmide de població
La piràmide de població per edats i sexe el 2009 era:
| Homes | Edats   | Dones |
| ----- | ------- | ----- |
| 0     | 95 o +  | 0     |
| 0     | 90 a 94 | 0     |
| 8     | 85 a 89 | 4     |
| 4     | 80 a 84 | 8     |
| 24    | 75 a 79 | 4     |
| 36    | 70 a 74 | 40    |
| 4     | 65 a 69 | 8     |
| 24    | 60 a 64 | 16    |
| 20    | 55 a 59 | 12    |
| 16    | 50 a 54 | 12    |
| 28    | 45 a 49 | 28    |
| 16    | 40 a 44 | 8     |
| 40    | 35 a 39 | 52    |
| 36    | 30 a 34 | 20    |
| 20    | 25 a 29 | 32    |
| 16    | 20 a 24 | 12    |
| 20    | 15 a 19 | 16    |
| 36    | 10 a 14 | 0     |
| 48    | 5 a 9   | 32    |
| 44    | 0 a 4   | 20    |

## Economia
El 2007 la població en edat de treballar era de 563 persones, 446 eren actives i 117 eren inactives. De les 446 persones actives 432 estaven ocupades (231 homes i 201 dones) i 15 estaven aturades (7 homes i 8 dones). De les 117 persones inactives 50 estaven jubilades, 45 estaven estudiant i 22 estaven classificades com a «altres inactius».

### Ingressos
El 2009 a Allemond hi havia 403 unitats fiscals que integraven 903,5 persones, la mediana anual d'ingressos fiscals per persona era de 18.584 €.

### Activitats econòmiques
Dels 70 establiments que hi havia el 2007, 4 eren d'empreses extractives, 1 d'una empresa alimentària, 13 d'empreses de construcció, 5 d'empreses de comerç i reparació d'automòbils, 3 d'empreses de transport, 15 d'empreses d'hostatgeria i restauració, 2 d'empreses d'informació i comunicació, 4 d'empreses immobiliàries, 4 d'empreses de serveis, 17 d'entitats de l'administració pública i 2 d'empreses classificades com a «altres activitats de serveis».
Dels 21 establiments de servei als particulars que hi havia el 2009, 1 era una oficina de correu, 1 taller de reparació d'automòbils i de material agrícola, 1 paleta, 1 guixaire pintor, 3 fusteries, 3 lampisteries, 1 electricista, 2 empreses de construcció, 1 perruqueria, 6 restaurants i 1 agència immobiliària.
Dels 3 establiments comercials que hi havia el 2009, 1 era una botiga de més de 120 m², 1 una fleca i 1 una llibreria.
L'any 2000 a Allemond hi havia 4 explotacions agrícoles.

## Equipaments sanitaris i escolars
L'únic equipament sanitari que hi havia el 2009 era una farmàcia.
El 2009 hi havia 1 escola maternal i 1 escola elemental.

## Poblacions més properes
El següent diagrama mostra les poblacions més properes.